# Pierwsza kanalizacja Odry we Wrocławiu

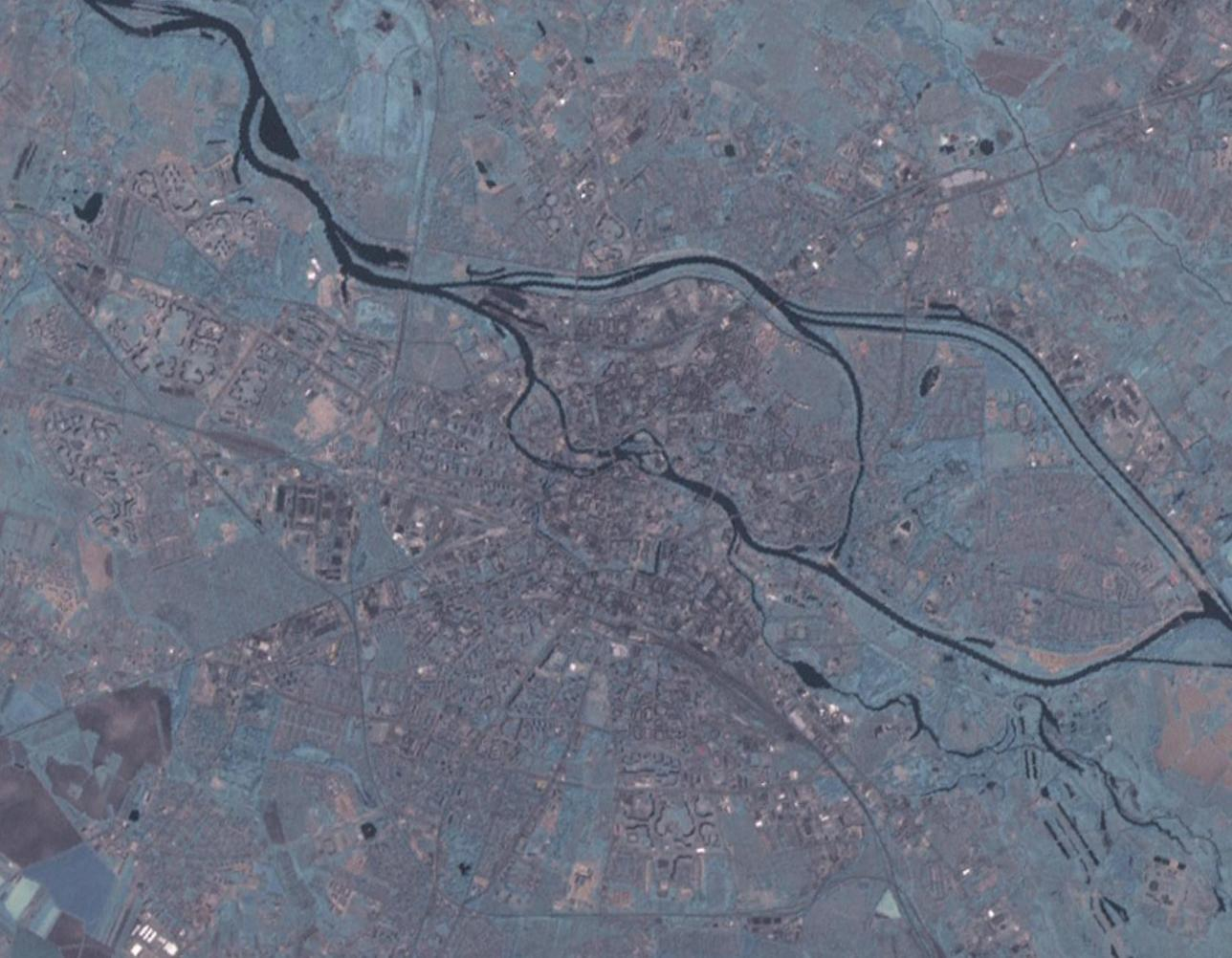
Wrocławski Węzeł Wodny

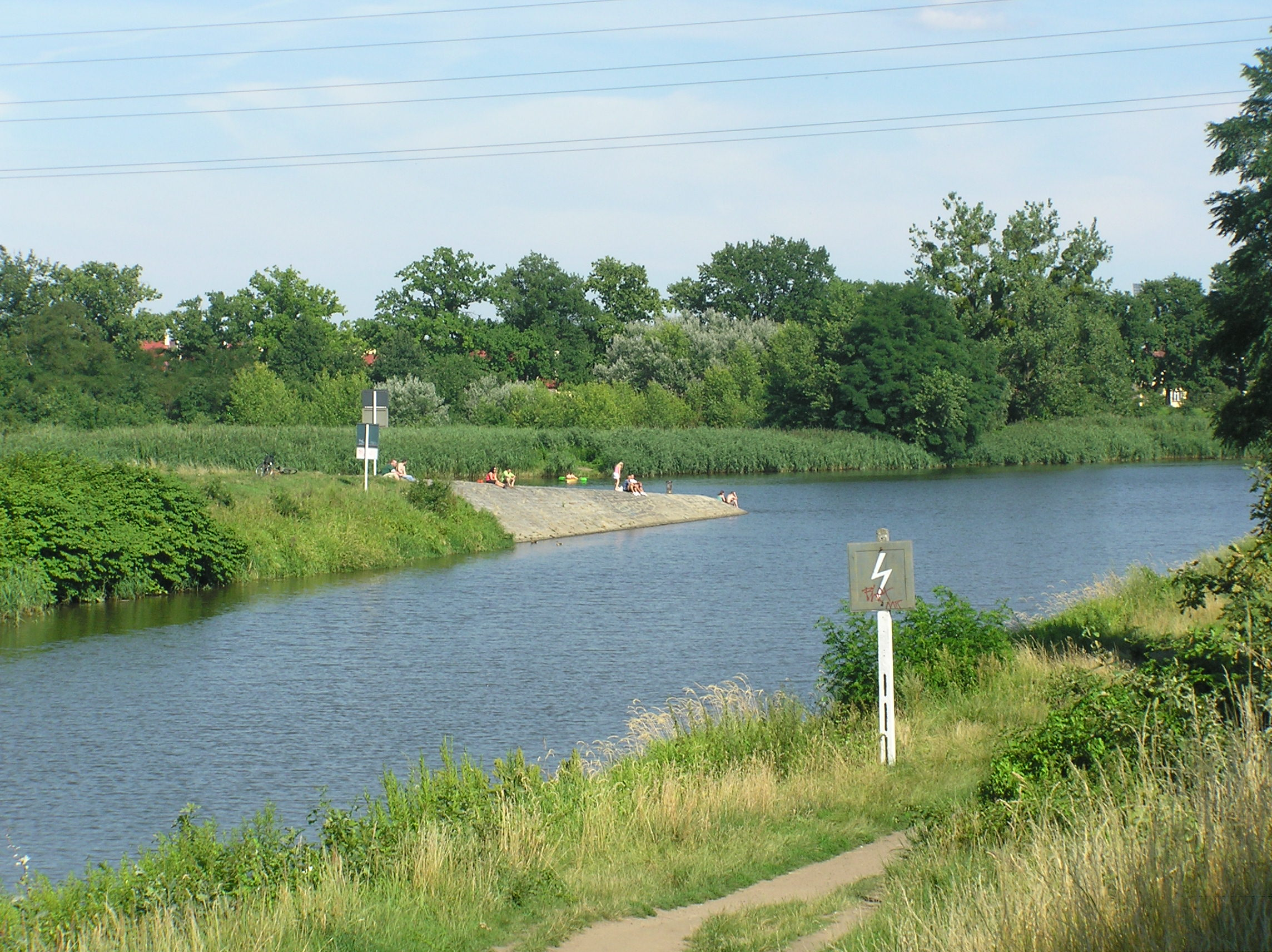
Rozwidlenie Kanału Miejskiego i Starej Odry

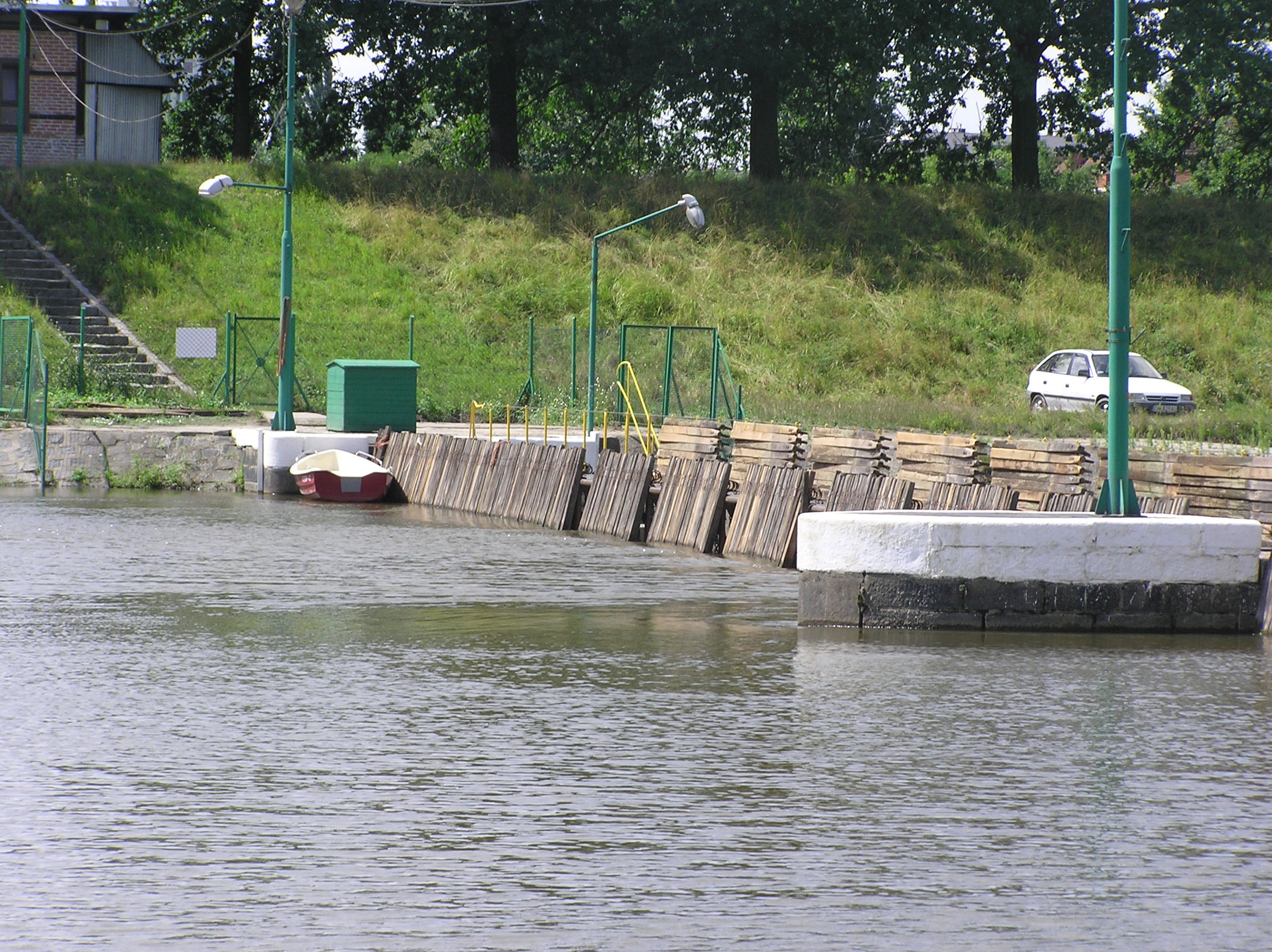
Jaz Psie Pole

Pierwsza kanalizacja Odry we Wrocławiu – inwestycja z zakresu hydrotechniki przeprowadzona we Wrocławiu, pod koniec XIX wieku. Obejmowała budowę, bądź przebudowę, koryt rzeki Odry i kanałów wodnych oraz kanalizację rzeki przeprowadzoną w latach 1892–1897 , a także inne inwestycje dotyczące m.in. budowy bądź przebudowy mostów nad nowo ukształtowanymi ciekami wodnymi. Inwestycja ta stworzyła i ukształtowała nową śródlądową drogę wodną oraz zmieniła system zabezpieczenia przeciwpowodziowego dla miasta. Była to jedna z dwóch wielkich inwestycji we Wrocławiu, która wywarła decydujący wpływ na obecny kształt Wrocławskiego Węzła Wodnego. W wyniku tej inwestycji ukształtowano jedno z ramion bocznych rzeki Odry – Starą Odrę, wybudowano nowe kanały żeglugowe – Kanał Miejski i Przekop Szczytnicki, które stanowią część jednej z dróg wodnych prowadzących przez Wrocław – miejska droga wodna (Wrocławski Szlak Miejski  ; dawniej: Droga Wielkiej Żeglugi ; obecnie wraz z innymi odcinkami szlak boczny ). W wyniku przeprowadzenia tej inwestycji powstała niezbędna infrastruktura hydrotechniczna, w tym między innymi dwa stopnie wodne – Stopień Wodny Szczytniki, Stopień Wodny Psie Pole, a także inne niezbędne budowle i budynki. Współcześnie ta droga wodna stanowi szlak boczny dla Odrzańskiej Drogi Wodnej, której główny szlak żeglugowy prowadzi główną (północną) drogą wodną we Wrocławiu . Szlak ten jest zaliczany do II klasy drogi wodnej według obecnie obowiązujących w Polsce kryteriów .

## Historia

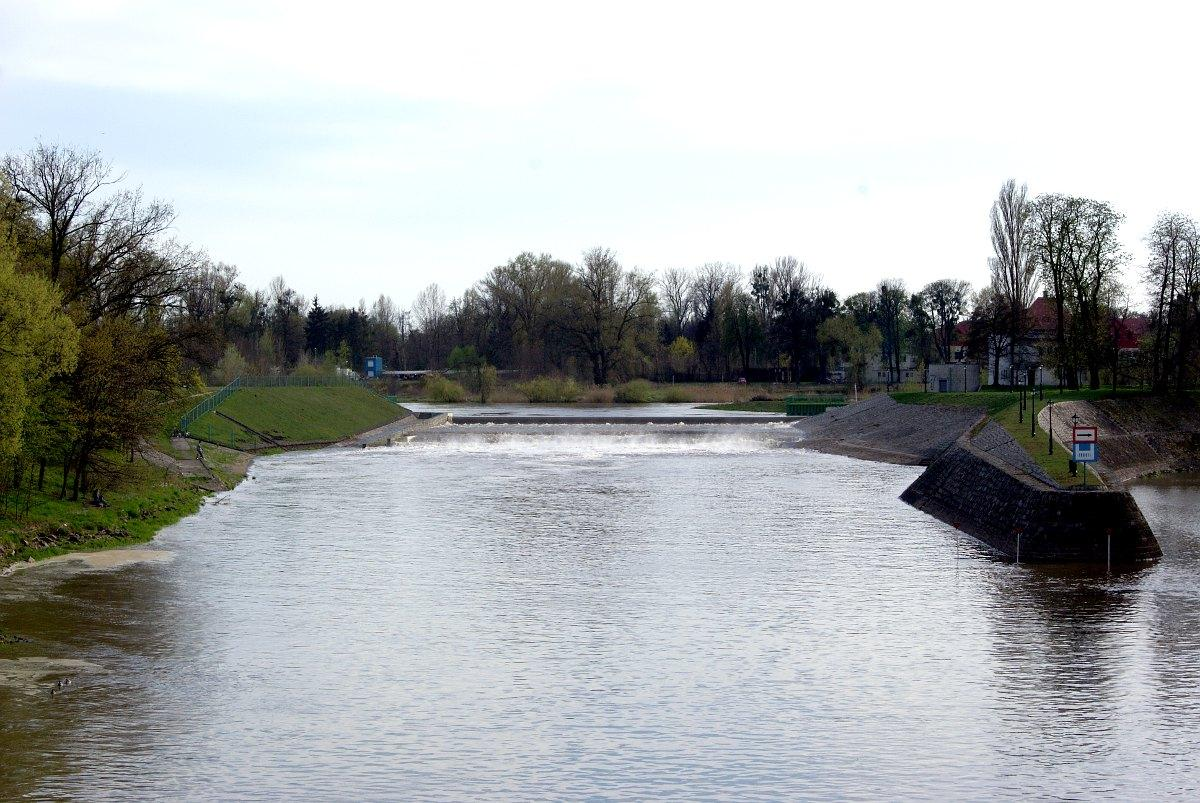
Jaz Szczytnicki w początkowym biegu Starej Odry

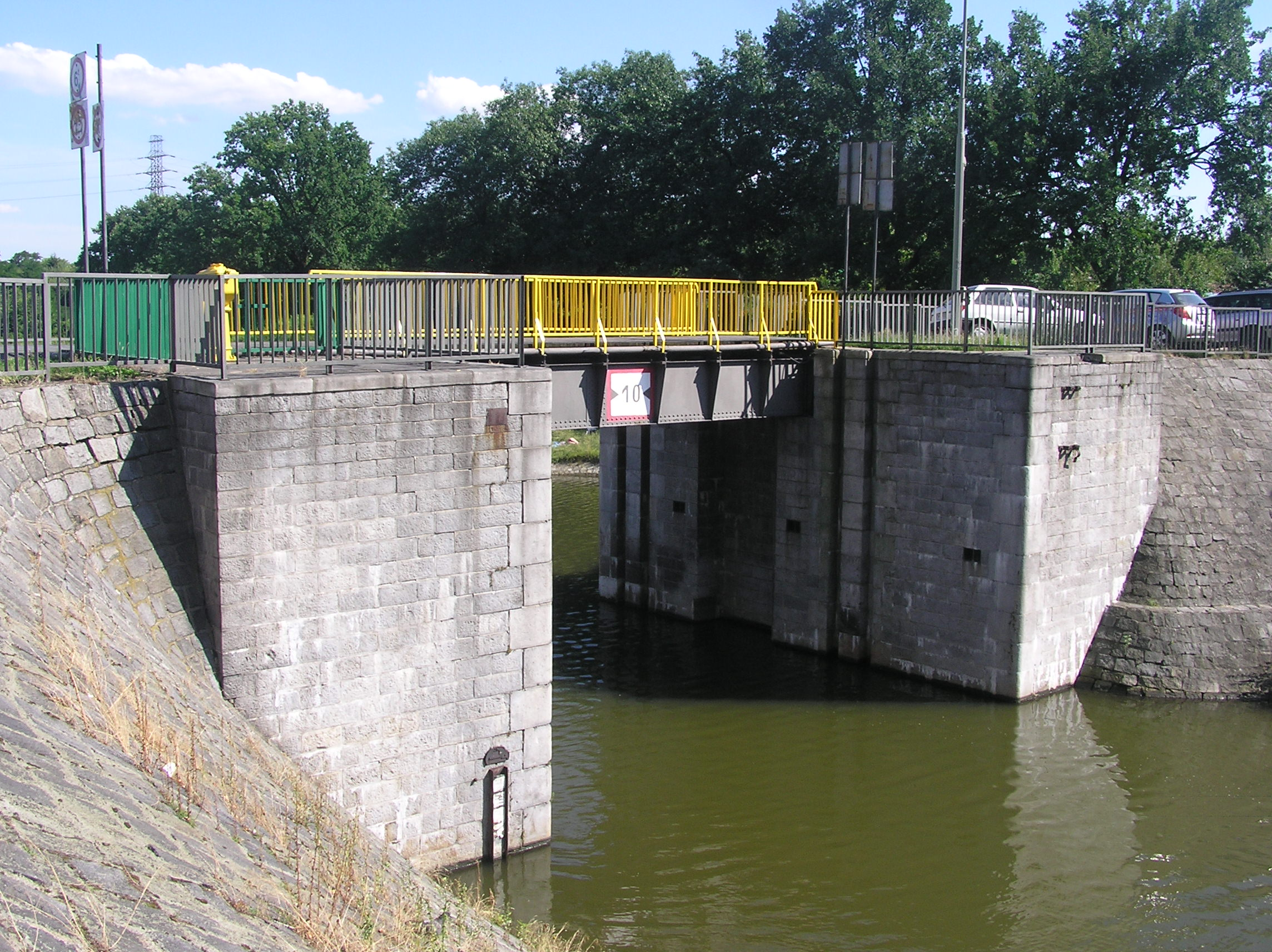
Brama Przeciwpowodziowa zabezpieczająca wlot do Kanału Miejskiego

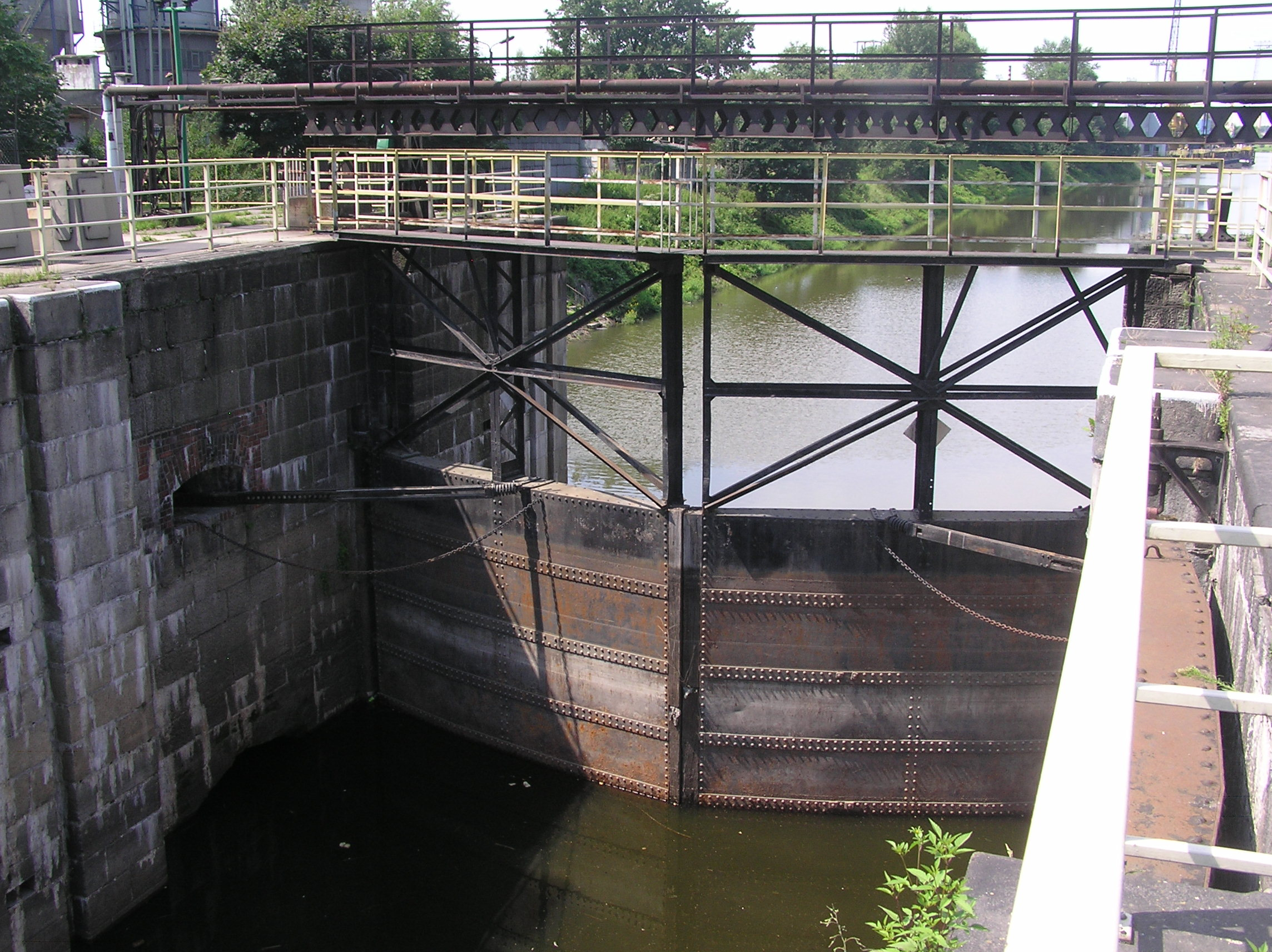
Śluza miejska, wrota przeciwpowodziowe w głowie dolnej, zabezpieczające wylot Kanału Miejskiego

Wrocław w swej historii był i jest także obecnie położony na przecięciu wielu szlaków komunikacyjnych. Jednym z nich jest śródlądowa droga wodna, tzw. Odrzańska Droga Wodna . W ramach tej drogi wodnej szlak żeglugowy w XIX w. prowadził przez Śródmiejski Węzeł Wodny. Potrzeba budowy nowej drogi wodnej prowadzącej przez Wrocław szczególnie mocno ujawniła się pod koniec XIX w., kiedy to przewóz ładunków towarowych przy pomocy transportu wodnego zwiększył się gwałtownie z około 50 tys. ton do około 650 tys. ton. Znaczny wzrost przewozów materiałów masowych dotyczył między innymi węgla z Górnego Śląska . Dotychczas eksploatowana droga wodna prowadząca przez Śródmiejski Węzeł Wodny nie była w stanie obsłużyć takiego ruchu towarowego ani też nie pozwalała na eksploatację odpowiednio dużych jednostek pływających, między innymi ze względu na niedostosowanie wymiarów śluz położonych w śródmiejskim węźle wodnym (Śluza Piaskowa, Śluza Mieszczańska) i innych elementów szlaku żeglugowego . Stanowiła więc wąskie gardło o niskiej przepustowości szlaku. Z tego właśnie względu podjęto decyzję o przeprowadzeniu inwestycji, w podstawowym zakresie obejmującą roboty budowlane z dziedziny hydrotechniki, a także inne niezbędne roboty jak budowa budynków pomocniczych czy mostów. Na podjęcie decyzji o rozpoczęciu inwestycji na tak szeroką skalę wpływ miał nie tylko wspomniany aspekt przepustowości drogi wodnej ale także równie istotny wpływ miała potrzeba pilnego rozwiązania problemu skutecznego zabezpieczenia przeciwpowodziowego miasta. Z początkowych założeń nowa inwestycja miała więc przede wszystkim stworzyć nową drogę wodną, a ponadto umożliwić określony rozdział wód i w nowym systemie zabezpieczenia miasta przez powodzią przeprowadzenie wód wezbraniowych wokół jego centrum. Ponadto kanalizacja rzeki w mieście stanowiła naturalną kontynuację inwestycji prowadzonych na górnej Odrze w wyniku których w latach 1891–1897 skanalizowano rzekę od Koźla do ujścia Nysy Kłodzkiej, a wrocławska inwestycja w latach 1892–1897 była częścią prac, których efektem była późniejsza kanalizacja rzeki aż do Wrocławia .
Początkowe założenia przewidywały budowę nowego kanału lateralnego - kanału żeglugowego, oraz przebudowę istniejącego układu ramion rzeki Odra w ten sposób aby móc podczas wezbrań przeprowadzić wody rzeki wokół Śródmieścia. Początkowe ambitne plany ze względów finansowych zostały znacznie ograniczone: przebudowano ramiona Odry (Odra Karłowicka, Odra Zwierzyniecka/Stara Odra, Odra Szczytnicka ), w jedno ramię – Starą Odrę, natomiast nowe, równoległe kanały żeglugowe wybudowano tylko na pewnych odcinkach: Przekop Szczytnicki, w biegu którego wybudowano Śluzę Szczytniki, oraz Kanał Miejski, w którego biegu wybudowano Śluzę Miejską  (do 1945 r. Gröschelschleusse). W równoległym do kanałów korycie Starej Odry zmodernizowano Jaz Szczytnicki  oraz powstał Jaz Psie Pole, które zapewniały odpowiedni poziom piętrzenia dla potrzeb żeglugowych . Natomiast odcinek koryta Starej Odry od końca Przekopu Szczytnickiego do początku (rozwidlenia) Kanału Miejskiego musiał przy tym ograniczeniu inwestycji pełnić podwójną rolę: kanału żeglugowego jak i kanału przeciwpowodziowego. Wykonanie takiego zakresu robót skutkowało tym, że rzeka Odra na tym odcinku stała się rzeką skanalizowaną . Sam projekt drogi wodnej wykonany został przez Zarząd Regulacji Rzeki Odry. Obejmował nowoczesne jak na ówczesne czasy rozwiązania podobne do tych zastosowanych wcześniej przez Gustawa Aleksandra Eiffela przy projektowaniu Kanału Panamskiego (1880 r.) .
Po oddaniu do eksploatacji nowej drogi wodnej omijającej centrum miasta podupadł stary szlak żeglugowy prowadzący przez Śródmiejski Węzeł Wodny. Nowy szlak przystosowany był do eksploatacji barek typu "wrocławka", o ładowności 560t ("Wrocławianka", "Breslauka" o nośności 400 t).
Stosunkowo szybko jednak okazało się nowa droga wodna nie spełnia swej roli. Szczególnie zbyt małe wymiary śluz komorowych na szlaku okazały się przeszkodą w sprostaniu potrzebom transportu wodnego i jego dynamicznego ówcześnie rozwoju  . Niewystarczające okazało się także zabezpieczenie przeciwpowodziowe miasta, szczególnie w kontekście ekstremalnej powodzi jaka miała miejsce w 1903 r.  W tym stanie stosunkowo niedługo od zakończenia tej inwestycji rozpoczęto i przeprowadzono nową dużą inwestycję hydrotechniczną we Wrocławiu, tzw. II kanalizację Odry we Wrocławiu, w wyniku realizacji której powstała nowa droga wodna (przez Kanał Żeglugowy i Kanał Różanka) oraz powstały nowe elementy przeciwpowodziowej infrastruktury technicznej (Kanał Powodziowy, Przewał Widawski)  . Po ukończeniu II kanalizacji Odry we Wrocławiu znaczenie Wrocławskiego Szlaku Miejskiego znacznie zmalało .

## Zakres inwestycji

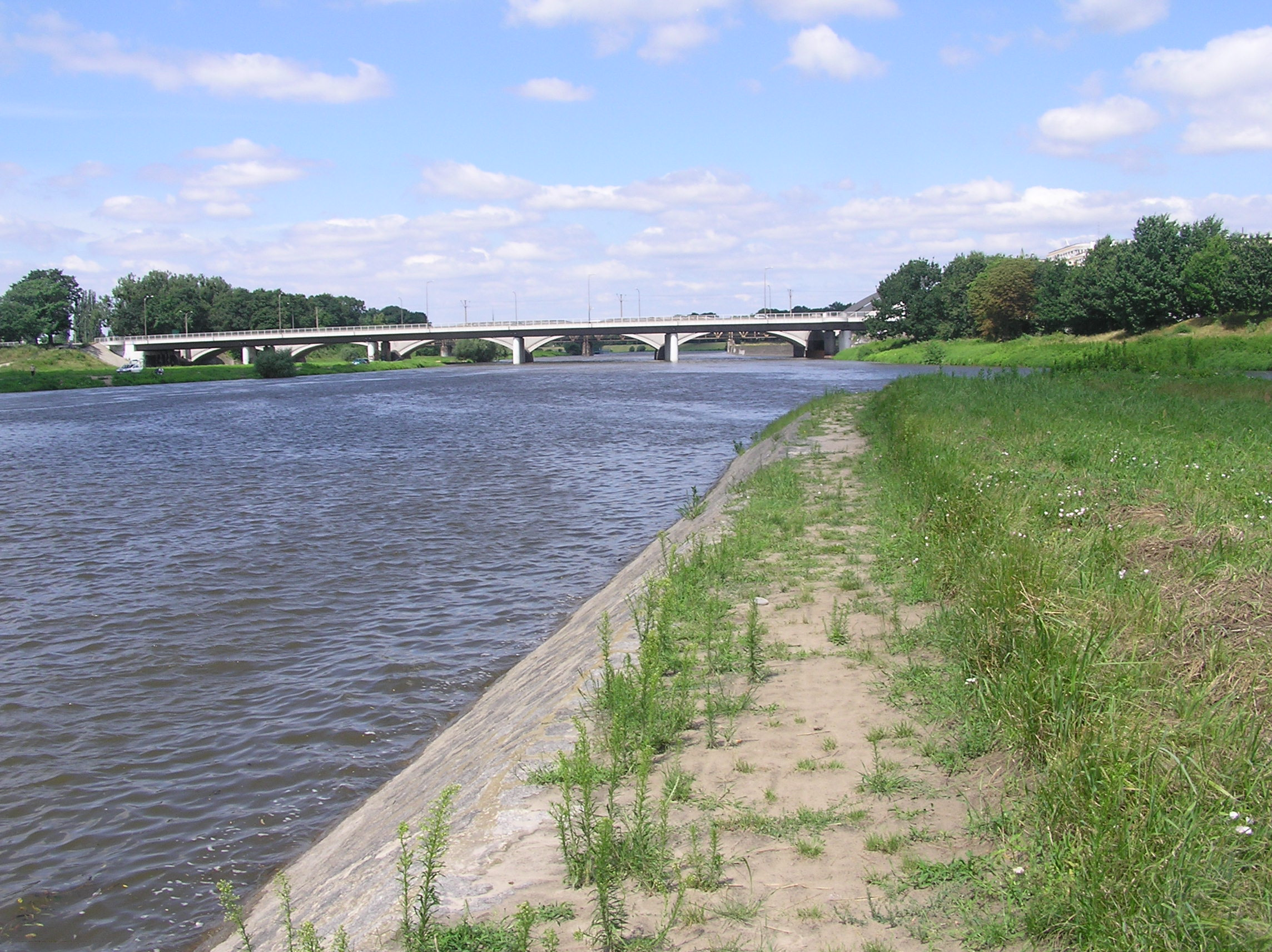
Mosty Warszawskie nad Starą Odrą

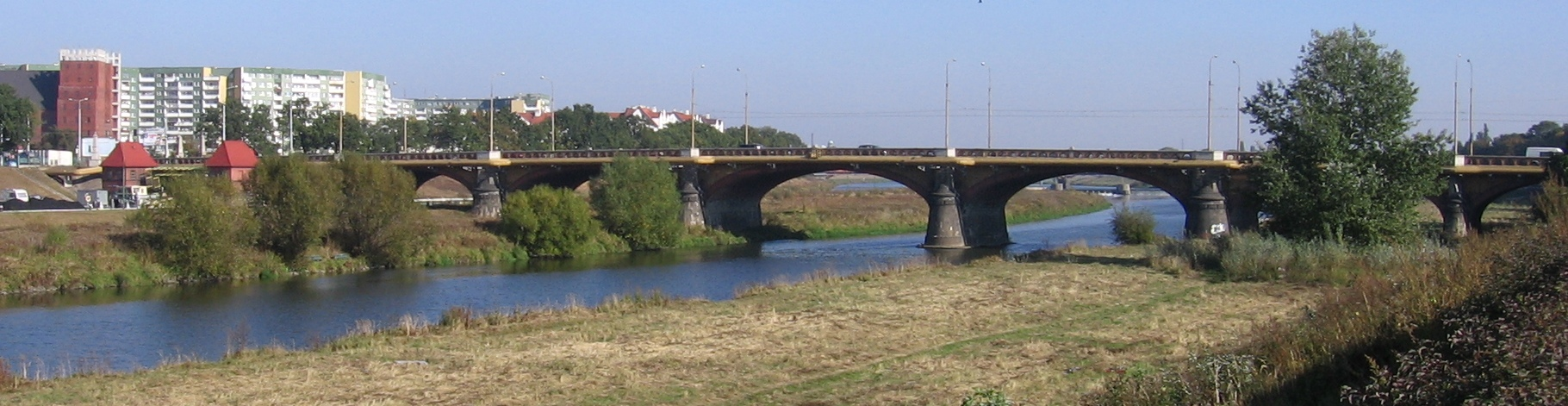
Most Osobowicki Północny

Inwestycja obejmowała następujący zakres:
- budowle hydrotechniczne[12] [39]:
  - cieki wodne
    - budowa Przekopu Szczytnickiego
    - przebudowa Starej Odry
    - budowa Kanału Miejskiego

  - stopnie wodne
    - Stopień Wodny Szczytniki[5]
      - budowa Śluzy Szczytnickiej[25][40][41]
      - budowa kanału energetycznego przy śluzie dla elektrowni wodnej (nigdy nie wykorzystany)[25][42]
      - przebudowa Jazu Szczytniki[25][40][42]

    - budowa Stopnia Wodnego Psie Pole[38][43]
- budowle oraz budynki pomocnicze i tymczasowe:
  - budowa: budynków związanych z obsługą Stopnia wodnego Szczytniki oraz gmachu Zarządu Odrzańskiej Drogi Wodnej[5]
  - budowa: budynków związanych z obsługą Jazu Psie Pole, ul. Pasterska 1, 1a, 1b[44]
  - budowa: budynków związanych z obsługą Śluzy Miejskiej, ul. Reymonta 12[29]
- budowle mostowe[45]:
  - budowa Mostu Warszawskiego (1904 r., Schiffskanalbrücke – most kanału żeglugowego)[b][46][47][48] [49][50]
  - budowa Mostu Szczytnickiego (l. 1889[51]-1890[51][52], Książęcy, Fürstenbrücke, w miejscu drewnianego mostu)[51][52][53]
  - budowa Mostu Zwierzynieckiego (l. 1895-1897, Passbrücke[8][51][54][55][56]  - Przepustkowy[8][56] , w miejscu drewniano-żelaznego mostu)[8][51][54][55][56] , Tierbrücke - Zwierzyniecki[56] )[57]
  - budowa mostu Trzebnickiego Południowego i Północnego (l. 1892-1897, Rosenthaler Brücke)[c][58][59]
  - budowa mostu Osobowickiego Południowego i Północnego (l. 1895-1897, Oswitzer Brücke, zastąpił most drewniany, położony wcześniej ok. 900 m w dół rzeki, Gröschelbrücke)[51][60][61][62] [63][64][65][66]

Inwestycja objęła budowę Kanału Miejskiego zamkniętego na początku swego biegu Bramą Powodziową, a na końcu dodatkowymi wrotami powodziowymi zamontowanymi w głowie dolnej Śluzy Miejskiej. Ponadto przy Bramie Powodziowej wykonano dodatkowe kanały obiegowe, a przy Śluzie Miejskiej wybudowano przepompownie wody. Oba te elementy umożliwiały utrzymanie w kanale odpowiedniego poziomu wody zarówno w okresach przyboru wody jak i niskich stanów, a sam kanał stanowił odpowiedni akwen dla cumowania jednostek pływających w okresach, w których żegluga była niemożliwa, np. jako zimowisko.

## Przeobrażenia WWW

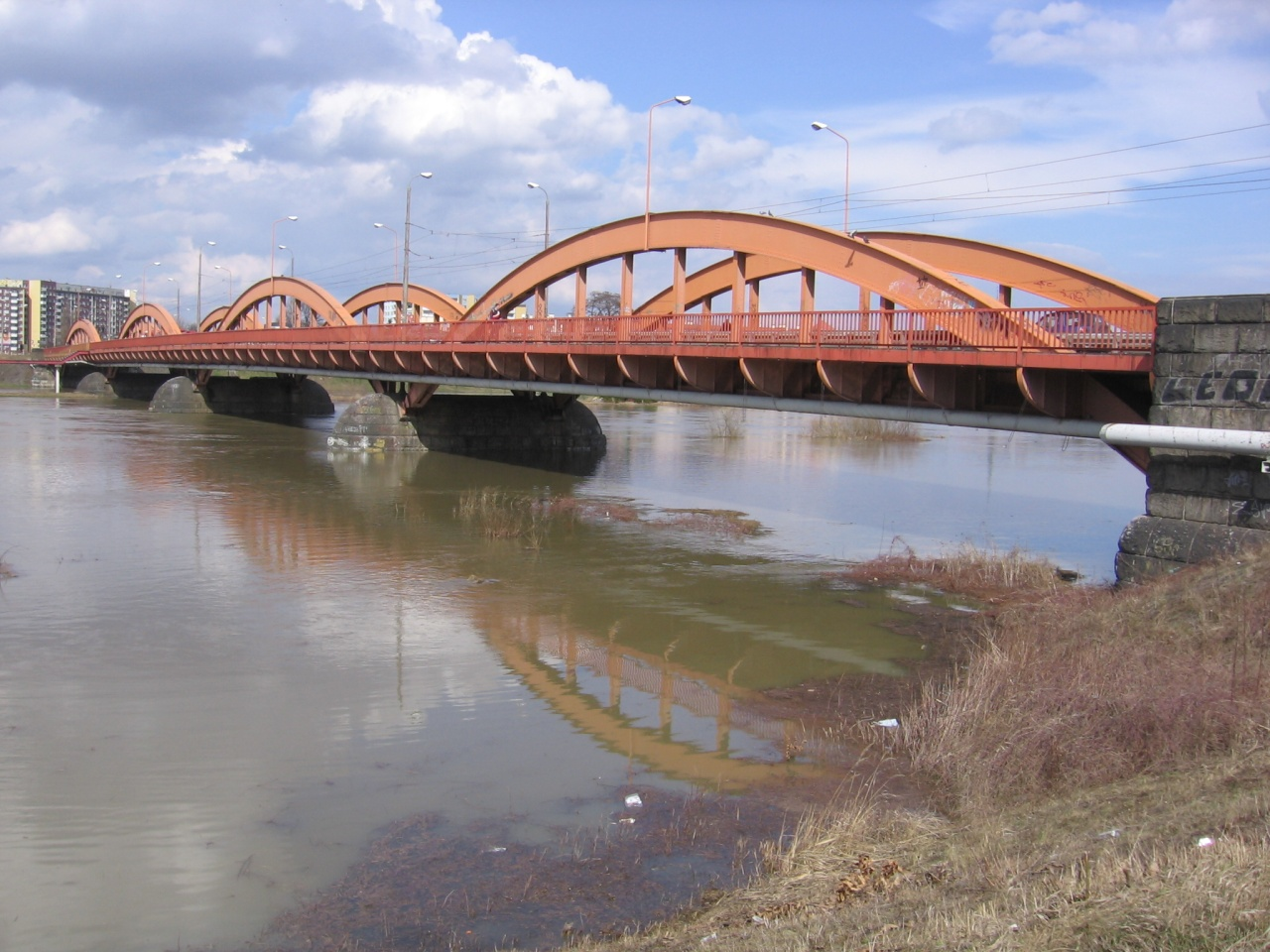
Most Trzebnicki nad Starą Odrą podczas wezbrania

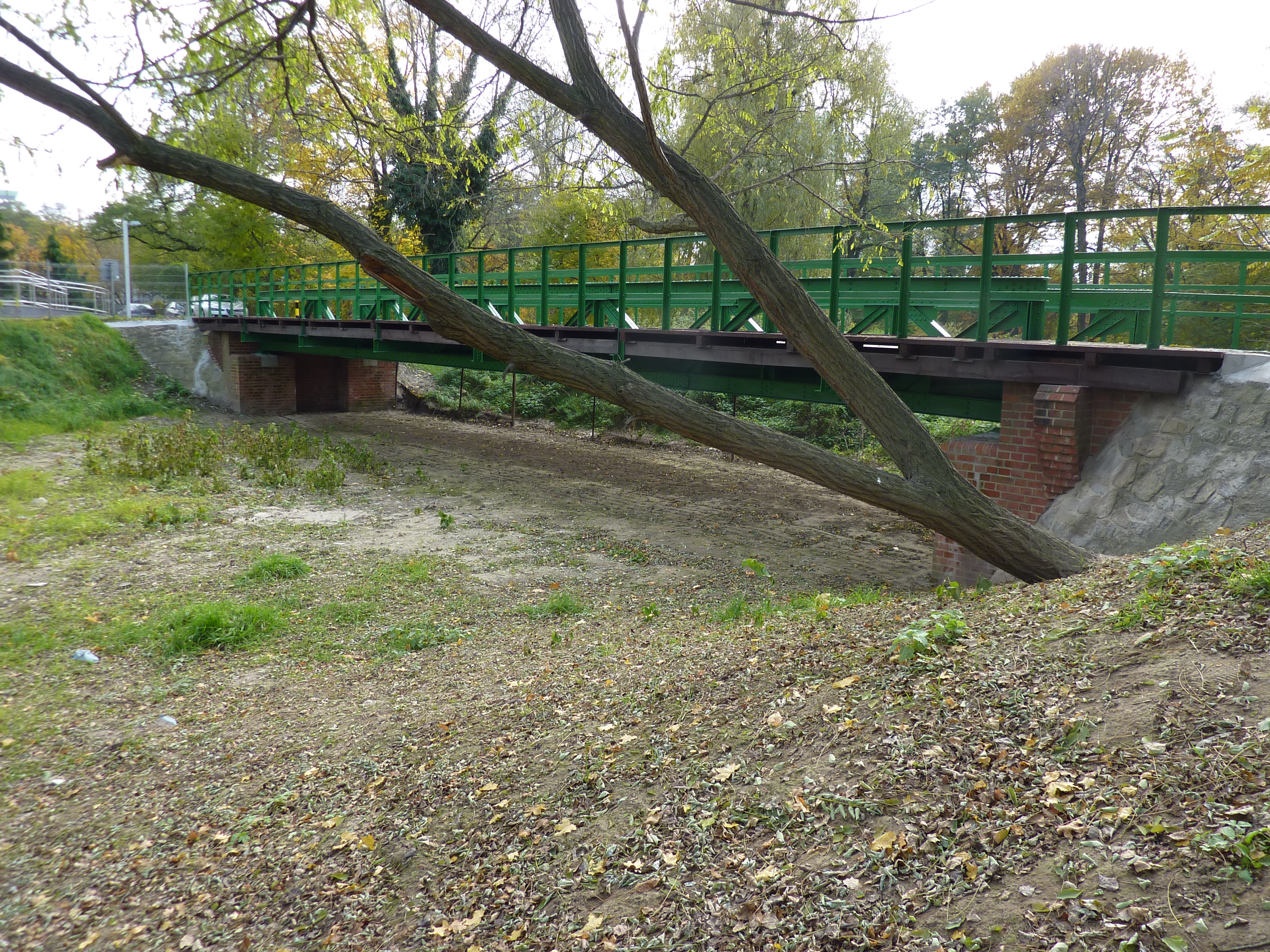
Suche koryto Czarnej Wody

Inwestycja zmieniła znacząco kształt Wrocławskiego Węzła Wodnego, a układ koryt rzeki Odra obecnie tylko w niewielkim stopniu nawiązuje do ich naturalnego układu. W wyniku tych zmian między innymi wykreowano niżej opisane obiekty i aspekty ich działania.
Jak wyżej zaznaczono w ramach tej inwestycji znacznym przeobrażeniom uległa Stara Odra, będąca ramieniem Odry, o długości 7,2 km. Na odcinku od Dąbia do Zacisza pierwotny jej bieg został odwrócony i obecnie przepływ odbywa się z południa na północ. Dolny fragment tej odnogi natomiast przekopano na nowo prowadząc koryto częściowo istniejącymi tu korytami rzeki. Wybudowano również nowe, równoległe do Starej Odry koryto Kanału Miejskiego .
Regulacje w obrębie Szczytnickiego Węzła Wodnego zapewniły możliwość zmiany sposobu sterowania przepływem wody i jej rozdziały pomiędzy Odrę Starą i Odrę Miejską. Ponadto zmiana kierunku przepływu w Starej Odrze, na kierunek umożliwiający przeprowadzenie wód wokół miasta, ograniczała prawdopodobieństwo zalania przez powódź centrum miasta. Jednak przy ekstremalnej powodzi jaka miała miejsce w 1903 r. okazało się to zdecydowanie niewystarczające dla zapewnienia bezpieczeństwa powodziowego Wrocławia.
Budowa Przekopu Szczytnickiego spowodowała odcięcie terenu otoczonego z południa przez Górna Odrę Wrocławską, a ze wschodu przez Starą Odrę. W ten sposób odcięty obszar utworzył nową wyspę – Wyspa Szczytnicka – swym kształtem przypominająca trójkąt. Na otoczoną wodami Odry wyspę nie prowadzi żadna przeprawa mostowa, a dostać się na jej teren można, bądź za pomocą jednostek pływających, bądź poprzez kładki, które zostały zamontowane na zamknięciach Śluzy Szczytniki, wykonanych w postaci wrót wspornych.
Przeobrażeniom uległa także dawne ramię Odry, tzw. Odra Swojczycka. Obecnie pozostałością po jej korycie jest starorzecze oraz zbiorniki wodne na Swojczycach i Staw Swojczycki. Starorzeczu będącemu ciekiem wodnym mającym swe ujście do Starej Odry nadano nazwę Czarna Woda (Schwarzwasser).

## Współczesność

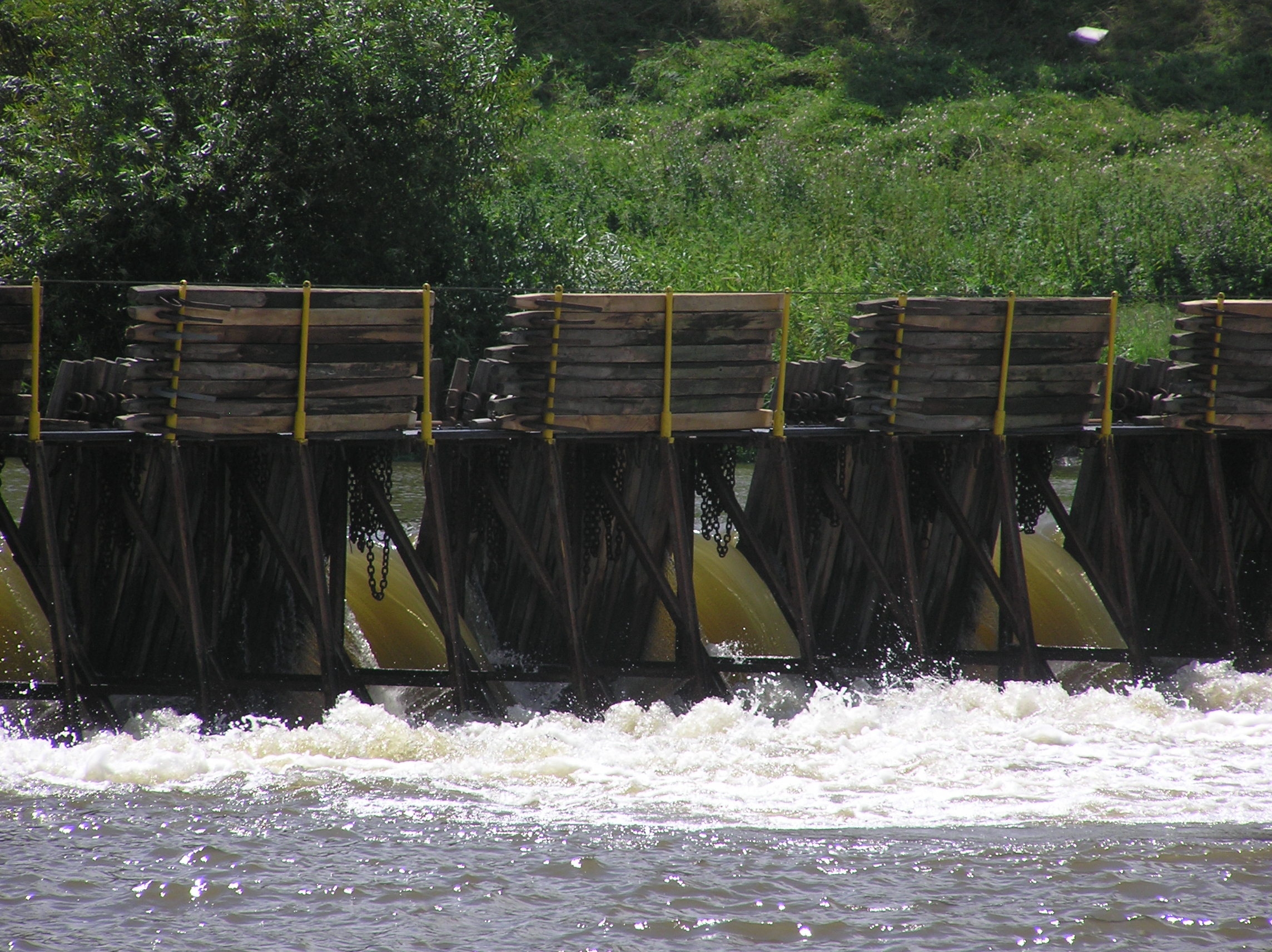
Jaz Psie Pole: ostatni czynny jaz kozłowo-iglicowy

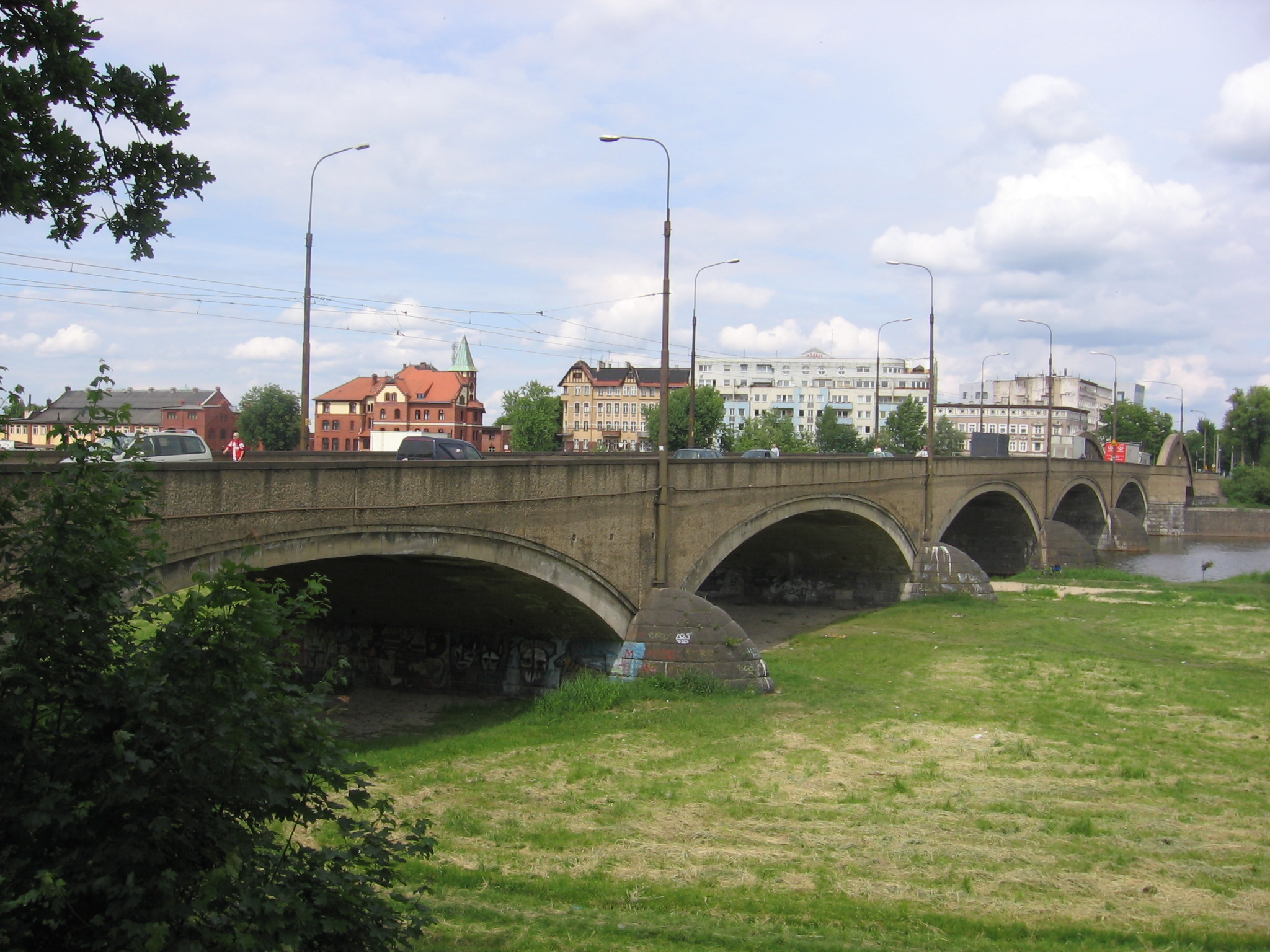
Most Warszawski przed budową nowego, równoległego mostu

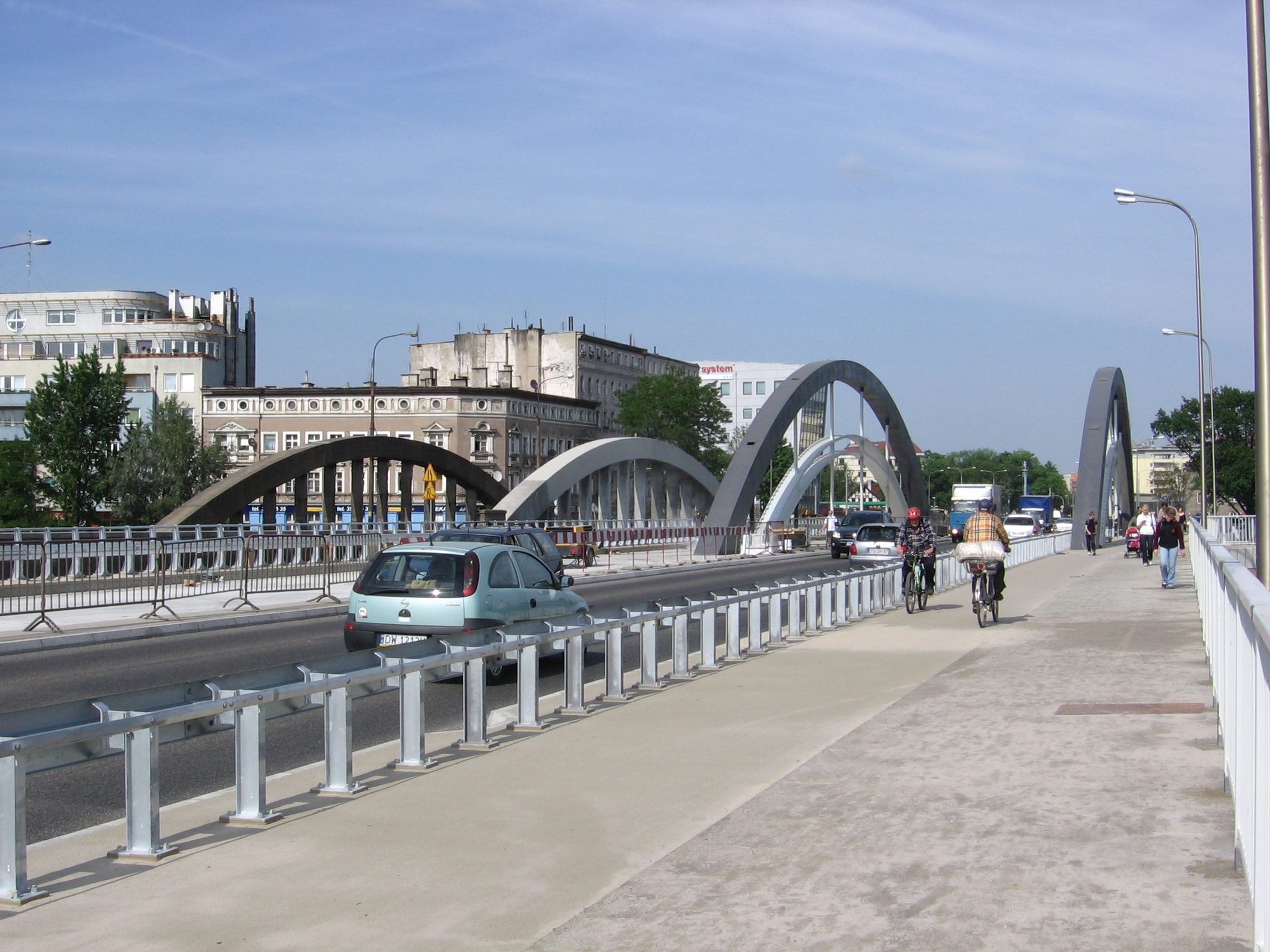
Nowy Most Warszawski, w tle stare mosty

Jak wyżej zaznaczono szlak wodny powstały w wyniku I kanalizacji Odry we Wrocławiu stanowi współcześnie jedynie szlak boczny dla Odrzańskiej Drogi Wodnej . Parametry żeglugowe zarówno cieków wodnych jak i śluz żeglugowych są zdecydowanie zbyt małe, aby ta droga wodna mogła mieć istotne znaczenie dla współczesnego, towarowego transportu wodnego. Systematycznie jednak zwiększa się znaczenie tej drogi wodnej w zakresie żeglugi turystycznej i rekreacyjnej. Powstają nowe przystanie i wypożyczalnie sprzętu wodnego umożliwiające aktywny wypoczynek. Powstają różnorodne projekty oraz plany i opracowania zmierzające do wykorzystania istniejących akwenów, dotychczas mało dostępnych. Ma to swoje odzwierciedlenie w polityce władz miasta, w szczególności w uchwalanych miejscowych planach zagospodarowania przestrzennego. Ulega jednak degradacji istniejąca tu jeszcze infrastruktura związana z transportem wodnym. Poszczególne nabrzeża są wyłączane z eksploatacji, zamykane i pozostają niewykorzystane. W najlepszym razie traktowane są jako ubezpieczenie brzegu lub zalążek do ewentualnego powstania przyszłych przystani żeglarskich. 
Obecnie szlak ten ma swój początek w Bartoszowicko-Opatowickim Węźle Wodnym i prowadzi przez Śluzę Opatowice  głównym ramieniem Odry będącym przekopem z lat 1530-1555  (1533) . Poniżej Kładki Zwierzynieckiej w Szczytnickim Węźle Wodnym szlak ten kieruje się ku północy poprzez cieki ukształtowane podczas I kanalizacji Odry we Wrocławiu. W początkowym biegu jest to Przekop Szczytniki i położona w jego obrębie Śluza Szczytniki. W równoległym korycie Starej Odry położony jest w ramach jednego stopnia wodnego (Stopień Wodny Szczytniki) Jaz Szczytniki, zapewniający odpowiedni poziom piętrzenia dla szlaku powyżej śluzy. Dalej prowadzi Starą Odrą  i Kanałem Miejskim poprzez Śluzę Miejską , za którą łączy się ponownie ze Starą Odrą i dalej główną drogą wodną. W równolegle biegnącej Starej Odrze zlokalizowano Jaz Psie Pole (w ramach Stopnia Wodnego Psie Pole), który zapewnia odpowiedni poziom wody w kanale. Kanał Miejski jest wyposażony na wlocie w Bramę Przeciwpowodziową, a na wylocie w dodatkowe wrota przeciwpowodziowe w głowie dolnej Śluzy Miejskiej . Taka konfiguracja umożliwia traktowanie tego kanału jako akwenu zapewniającego miejsce bezpiecznego schronienia dla jednostek pływających podczas wezbrań lub jako zimowisko.
Obiekty hydrotechniczne powstałe podczas kanalizacji rzeki były, szczególnie po II wojnie światowej przebudowywane i modernizowane. W 1979 r. przebudowano Jaz Szczytniki podnosząc poziom piętrzenia o blisko 1 m, a także ukształtowano bystrze od strony stanowiska dolnego. Zmianie podlegały także między innymi napędy zamknięć w śluzach, np. dla Śluzy Szczytniki wykonano elektryczny napęd zamknięć w latach 70. XX wieku. Powódź tysiąclecia, która miała miejsce w 1997 r. spowodowała uszkodzenia i awarie wielu budowli i urządzeń hydrotechnicznych. Po tym wydarzeniu prowadzono wiele robót naprawczych i remontowych, ale i także budowano nowe elementy infrastruktury, w znacznym stopniu na obiektach powstałych podczas pierwszej kanalizacji Odry we Wrocławiu, takich jak Kanał Miejski i Stopień Wodny Szczytniki  . Przykładem zniszczeń jakie spowodowała ta powódź są zniszczenia jakie miały miejsce w obrębie Szczytnickiego Węzła Wodnego, obejmujące między innymi zniszczenie języka rozdzielczego przy połączeniu Przekopu Szczytnickiego i Starej Odry, Jazu Szczytniki, a także wału przeciwpowodziowego chroniącego Wielką Wyspę, tzw. Grobli Szczytnicko-Bartoszowickiej, położonej na prawym brzegu Starej Odry. W latach 1998–2002 dobudowano na prawym brzegu przepławkę dla ryb. Innym przykładem przeprowadzonej modernizacji jest wyposażenie Jazu Szczytniki, który pierwotnie był jazem stałym , w zamknięcia powłokowe umożliwiające regulację przepływu wody i jej rozdziału na Starą Odrę i Odrę Miejską . Zachowany został natomiast ostatni czynny na Odrze jaz kozłowo-iglicowy, tj. Jaz Psie Pole . Inne tego typu jazy na rzece w ramach modernizacji były sukcesywnie w drugiej połowie XX wieku przebudowywane na jazy sektorowe lub klapowe. Duże zmiany, zarówno w zakresie przeznaczenia, ich przebudowy, jak kwestii własnościowych, objęły budynki powstałe podczas inwestycji.
Zmianom ulegały także przeprawy powstałe podczas pierwszej kanalizacji Odry w mieście. Dotyczy to zarówno istotnej przebudowy części mostów, np. Most Warszawski nad Kanałem Miejskim, którego przęsło przeniesione zostało w 1928 r. nad Oławę – Most Rakowiecki, Most Trzebnicki Południowy, jak i remontów, czy też rozbudowy wybranych mostów, np. Most Szczytnicki. Z nowych mostów powstała jedynie nowa nitka w zespole Mostów Warszawskich.
Podnoszone są również postulaty zachowania dorobku technicznego powstałego podczas pierwszej kanalizacji Odry we Wrocławiu między innymi poprzez objęcie zachowanych do dzisiaj obiektów ochroną, w tym w odniesieniu do Stopnia wodnego Szczytniki, który to zespół obiektów, obejmujący około 30 000 m², zachował do dziś kształt i zasadę działania, nadane mu w okresie budowy, a późniejsze zmiany są stosunkowo niewielkie. Postulaty te obejmują między innymi konieczność zachowania także przy remontach obiektów dotychczasowych kształtów i zasad ich działania, oraz udostępnienia turystycznie budowli hydrotechnicznych i Wyspy Szczytnickiej.
Część obiektów zostało już uznanych za zabytki:
- Most Osobowicki Południowy, nr rej.: A/1643/331/Wm z 15.10.1976 r.[80]
- Most Osobowicki Północny, nr rej.: A/1642/337/Wm z 15.10.1976 r.[80]
- Most Trzebnicki Południowy, nr rej.: A/1645/335/Wm z 15.10.1976 r.[80]
- Most Trzebnicki Północny, nr rej.: A/1644/336/Wm z 15.10.1976 r.[80]
- Most Zwierzyniecki, nr rej.: A/1646/334/Wm z 15.10.1976 r.[80]
- Stopień Wodny Psie Pole, nr rej.: A/5863 z 8.03.2013 r.[81]

## Cieki wodne
Podczas I kanalizacji Odry we Wrocławiu ukształtowano i wybudowano następujące cieki wodne:
| nazwa               | długość | budowle piętrzące                      | przeprawy |
| ------------------- | ------- | -------------------------------------- | --- |
| Przekop Szczytnicki |         | Śluza Szczytniki                       | |
| Stara Odra          | 7,2 km  | Jazy: Szczytniki, Psie Pole            | Mosty: Zwierzyniecki , Szczytnicki, Warszawski, stary (zachodni) , kolejowy, Trzebnickie, Osobowickie                      |
| Kanał Miejski       |         | Brama Przeciwpowodziowa, Śluza Miejska | Mosty: Burzowy, Warszawskie (południowe) - stary (zachodni) , kolejowy, Trzebnickie (południowy), Osobowickie (południowy) |

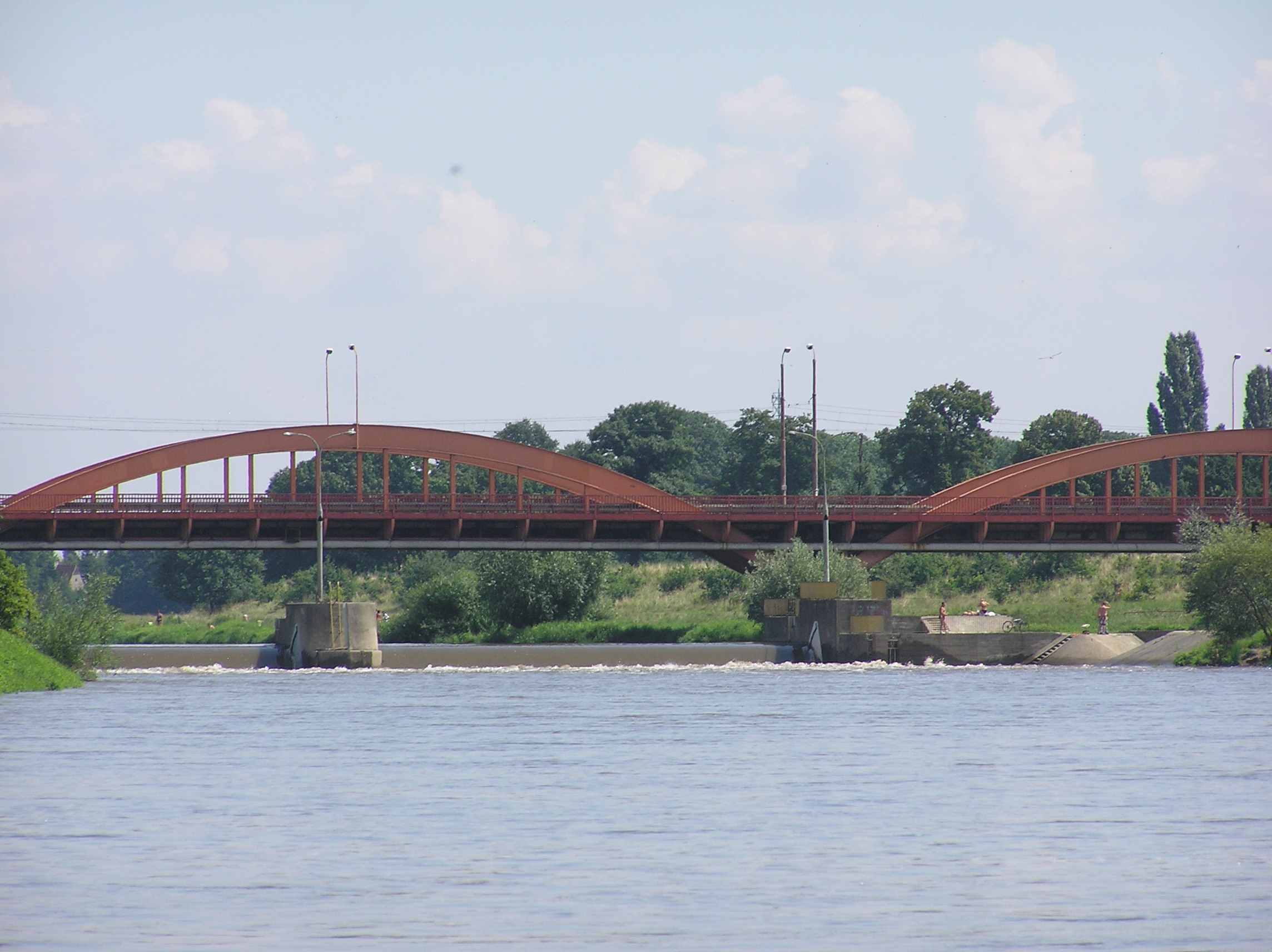
Jaz Różanka w biegu Starej Odry powstały później; w tle Most Trzebnicki Północny

Współcześnie w obrębie powyższych cieków znajdują się także inne budowle powstałe później:
- Stara Odra: 
  - Jaz Różanka[85]
  - Most Warszawski, północny – nowy (wschodni)[46]
- Kanał Miejski: 
  - Most Warszawski, południowy – nowy (wschodni)[46]

Także same wyżej wymienione cieki wodne ulegały później przekształceniom. Obejmowały one, oprócz już wspomnianych budów nowych obiektów w ich obrębie, także zmiany związane z przekształcaniem samych cieków i budową podczas drugiej kanalizacji odry we Wrocławiu nowych, połączanych ze Starą Odrą, tj. Kanał Nawigacyjny, Kanał Powodziowy, Kanał Różanka.

## Stopnie i budowle
Podczas I kanalizacji Odry we Wrocławiu wybudowano i ukształtowano następujące stopnie wodne (w tym budowle piętrzące):
| stopień wodny                                          | NPP    | budowle wodne           | ciek wodny          | km szlaku  | foto |
| ------------------------------------------------------ | ------ | ----------------------- | ------------------- | ---------- | ---- |
| Stopień Wodny Szczytniki                               | 2,05 m | Jaz Szczytniki          | Stara Odra          | 0,1        |      |
| Stopień Wodny Szczytniki                               | 2,05 m | Śluza Szczytniki        | Przekop Szczytnicki | 0,25 (0,6) |      |
| Stopień Wodny Psie Pole nr rej.: A/5863 z 8.03.2013 r. | 1,35 m | Jaz Psie Pole           | Stara Odra          | 2,93 (2,9) |      |
| Stopień Wodny Psie Pole nr rej.: A/5863 z 8.03.2013 r. | 0,0    | Brama Przeciwpowodziowa | Kanał Miejski       | 3,3        |      |
| Stopień Wodny Psie Pole nr rej.: A/5863 z 8.03.2013 r. | 3,65 m | Śluza Miejska           | Kanał Miejski       | 6,3        |      |

## Locja szlaku żeglugowego
Locja szlaku żeglugowego powstałego podczas pierwszej kanalizacji Odry we Wrocławiu, według obecnego stanu.
| km                                                     | ciek                                                   | brzeg                                                  | element szlaku                                                      | wymiary                                                           | stanowisko                                                 | foto |
| ------------------------------------------------------ | ------------------------------------------------------ | ------------------------------------------------------ | ------------------------------------------------------------------- | ----------------------------------------------------------------- | ---------------------------------------------------------- | ---- |
| Śluza Opatowice                                        |                                                        |                                                        |                                                                     |                                                                   |                                                            |      |
| Odra (przekop z lat 1530-1555) - Górna Odra Wrocławska | Odra (przekop z lat 1530-1555) - Górna Odra Wrocławska | Odra (przekop z lat 1530-1555) - Górna Odra Wrocławska | Odra (przekop z lat 1530-1555) - Górna Odra Wrocławska              | Odra (przekop z lat 1530-1555) - Górna Odra Wrocławska            | 5,6km                                                      |      |
| 0,00 (250,10km Odry )                                  | Odra Górna                                             | prawy                                                  | bifurkacja: Przekop Szczytnicki                                     | n.d.                                                              | 5,6km                                                      |      |
|                                                        | Przekop Szczytnicki                                    | lewy                                                   | Przystań AZS                                                        | n.d.                                                              | 5,6km                                                      |      |
|                                                        | Przekop Szczytnicki                                    | lewy                                                   | Otwarte Muzeum Odry                                                 | n.d.                                                              | 5,6km                                                      |      |
| 0,25 (0,6)                                             | Przekop Szczytnicki                                    | n.d.                                                   | Śluza Szczytniki                                                    | szerokość: 9,6m długość komory: 55,0m (49,88m ) spad:2,05m        | szerokość: 9,6m długość komory: 55,0m (49,88m ) spad:2,05m |      |
|                                                        | Przekop Szczytnicki                                    | prawy                                                  | Przystań Policji Wodnej                                             | n.d.                                                              | 5,7km                                                      |      |
|                                                        | Przekop Szczytnicki                                    | prawy                                                  | ujście do Starej Odry                                               | n.d.                                                              | 5,7km                                                      |      |
|                                                        | Stara Odra 4,0km                                       | prawy                                                  | Przystań Zwierzyniecka                                              | n.d.                                                              | 5,7km                                                      |      |
| 1,0                                                    | Stara Odra 4,0km                                       | n.d.                                                   | Most Zwierzyniecki nr rej.: A/1646/334/Wm z 15.10.1976 r.           | prześwit przy NPP: 5,02m                                          | 5,7km                                                      |      |
| 1,7                                                    | Stara Odra 4,0km                                       | n.d.                                                   | Most Szczytnicki                                                    | prześwit przy NPP: 4,98m                                          | 5,7km                                                      |      |
|                                                        | Stara Odra 4,0km                                       | lewy                                                   | bifurkacja: Kanał Miejski                                           | n.d.                                                              | 5,7km                                                      |      |
| 3,3                                                    | Kanał Miejski                                          | n.d.                                                   | Brama Przeciwpowodziowa Most Burzowy nr rej.: A/5863 z 8.03.2013 r. | szerokość: 10m spad: 0m przy NPP: prześwit 4,34m głębokość: 2,57m | 5,7km                                                      |      |
|                                                        | Kanał Miejski                                          | lewy                                                   | Nabrzeże przeładunkowe                                              | n.d.                                                              | 5,7km                                                      |      |
|                                                        | Kanał Miejski                                          | n.d.                                                   | Most Warszawski                                                     | b.d.                                                              | 5,7km                                                      |      |
| 3,8                                                    | Kanał Miejski                                          | n.d.                                                   | Most Warszawski                                                     | prześwit przy NPP: 4,27m                                          | 5,7km                                                      |      |
|                                                        | Kanał Miejski                                          | lewy                                                   | Nabrzeże Browaru Piastowskiego                                      | n.d.                                                              | 5,7km                                                      |      |
| 4,1                                                    | Kanał Miejski                                          | n.d.                                                   | most kolejowy południowy (Kolejowy Oleśnicki)                       | prześwit przy NPP: 5,09m                                          | 5,7km                                                      |      |
|                                                        | Kanał Miejski                                          | lewy                                                   | Nabrzeże przeładunkowe zboża                                        | n.d.                                                              | 5,7km                                                      |      |
| 5,4                                                    | Kanał Miejski                                          | n.d.                                                   | Most Trzebnicki południowy nr rej.: A/1645/335/Wm z 15.10.1976 r.   | prześwit przy NPP: 4,17m                                          | 5,7km                                                      |      |
|                                                        | Kanał Miejski                                          | prawy                                                  | przystań "Laz Pegaz"                                                | n.d.                                                              | 5,7km                                                      |      |
| 6,0                                                    | Kanał Miejski                                          | n.d.                                                   | Most Osobowicki południowy nr rej.: A/1643/331/Wm z 15.10.1976 r.   | prześwit przy NPP: 4,37m                                          | 5,7km                                                      |      |
|                                                        | Kanał Miejski                                          | lewy                                                   | Nabrzeże przeładunkowe                                              | n.d.                                                              | 5,7km                                                      |      |
| 6,3                                                    | Kanał Miejski                                          | n.d.                                                   | Śluza Miejska nr rej.: A/5863 z 8.03.2013 r.                        | szerokość: 9,6m długość komory: 55,8m spad:3,65m                  | szerokość: 9,6m długość komory: 55,8m spad:3,65m           |      |
|                                                        | Kanał Miejski                                          | lewy                                                   | Przeładownia Elektrociepłowni Wrocław                               | n.d.                                                              | 6,2km                                                      |      |
| (255,8km Odry )                                        | Kanał Miejski                                          | prawy                                                  | ujście do Starej Odry                                               | n.d.                                                              | 6,2km                                                      |      |
| Stara Odra; Odra Dolna                                 |                                                        |                                                        |                                                                     |                                                                   | 6,2km                                                      |      |
| Śluzy Rędzin                                           |                                                        |                                                        |                                                                     |                                                                   |                                                            |      |